# Медаль «За выслугу лет» (Гамбия)
Медаль «За выслугу лет в Гамбии» (англ. Long Service Medal) — знак отличия для военнослужащих всех родов войск Гамбии — армии, военно-воздушные силы и военно-морского флота находившихся на службе определённое количество лет.

## Положение о медали
Медалью награждаются граждане Гамбии, которые добросовестно исполнять свои военные обязательства.
Награду вручает президент Гамбии.

## Описание
Медаль имеет форму правильного круга диаметром 34 мм.
Медаль изготавливается из белого металла и при помощи ушка и кольца соединяется с колодкой шириной 32 мм и высотой 50 мм, обтянутой шёлковой муаровой лентой с синий вертикальной полосой посередине, бордовой и зелёной по бокам. Для крепления медали к одежде используется булавка с визорным замком.